# Карастоянова Лілія Олександрівна
Лілія Олександрівна Карастоянова (30 травня 1917, Лом, Болгарія — 6 лютого, 1943) — болгарка, радянська партизанка у Білорусі, журналістка.

## Біографія
Народилася в Болгарії в сім'ї прихильників комуністичної ідеї. Батько загинув у дні Вересневого повстання 1923 року в місті Лом. Лілії було сім років, коли вона разом з своєю молодшою сестрою і братом перебувала у в'язниці з матір'ю, яка відбувала покарання за «революційну смуту».
В 1927 році, завдяки зусиллям радянських дипломатів, дітей окремих діячів комуністичного болгарського підпілля переправили до СРСР. У Радянському Союзі її зробили піонеркою, потім комсомолкою. Дівчина жила в сім'ї ветерана комуністичного руху Омеляна Ярославського. Потім стала працювати в газеті «Комсомольська правда».
Коли почалася радянсько-німецька війна, її чоловік Олександр був мобілізований на фронт, а сина Леоніда, з дитячим садом, перемістили в Сибір. Карастоянова працювала у складі виїзної бригади у Вологді, де випускалася газета «Все для города Ленина!». Сюди приходили ешелони з оточеного Ленінграда, які вивозили хворих та виснажених людей.

Лілія Карастоянова серед партизан (крайня зліва)

Влітку 1942 року Лілія Карастоянова знов у відділі листів «Комсомолки», який жорстко контролювався спецслужбами. Після загибелі чоловіка була завербована особливим відділом НКВС СРСР — переправлена за лінію фронту для журналістської роботи в угрупуванні офіцера НКВС Олексія Федорова. Разом із радянськими партизанами в рейдах по російській Брянщині, областях України, Білорусі, які спричинили масову загибель мирного населення. Працювала в редакції підпільної газети «Більшовик». Нагороджена орденом Вітчизняної війни II ступеня.
Ліквідована німецькими військами біля села Будище Чечерського району Гомельської області 6 лютого 1943 року. Була посмертно нагороджена орденом Вітчизняної війни II ступеня, медаллю «Партизану Вітчизняної війни» I ступеня і болгарським орденом «Народна свобода» I ступеня. Похована в Чечерську на Замковій горі в братській могилі. На чорній мармуровій плиті написані слова:

Полум'яній дочці болгарського і радянського народів журналістці «Комсомольської правди» Лілії Карастояновій.

## Вшанування пам'яті
Її ім'ям названі вулиці в Мінську і Гомелі (Білорусь) і була названа вулиця Гетьмана Мазепи в Бердичеві (Україна), теплохід Дунайського пароплавства. У середній школі № 1 міста Чечерська створений музей Л. Карастоянової. На батьківщині в місті Лом (Болгарія) в її честь споруджений обеліск.
Радянська військова пропаганда активно використовувала ім'я Карастоянової, як болгарки в складі радянського збройного підпілля.